# 31e jaarlijkse conferentie van de G8
De 31e jaarlijkse conferentie van de G8 werd georganiseerd van 6 tot 8 juli 2005 te Gleneagles. Het Verenigd Koninkrijk, vertegenwoordigd door Eerste Minister Tony Blair, had de klimaatproblematiek en het gebrek aan economische ontwikkeling in Afrika als belangrijke gepreksonderwerpen naar voor geschoven. Andere thema's op de agenda waren onder andere contraterrorisme, nucleaire proliferatie en het Midden-Oosten. De bijeenkomst werd echter overschaduwd door de bomaanslagen in Londen, die plaatsvonden op 7 juli, de tweede dag van de conferentie. Zoals bij de voorgaande edities vonden er voorafgaand en tijdens de conferenties protesten plaats tegen de organisatie.

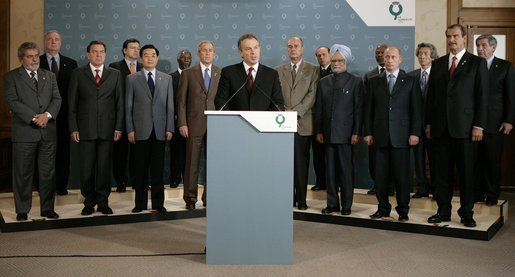
De Britse eerste minister Tony Blair spreekt de pers toe, met de andere aanwezige staatsleiders op de achtergrond

## Locatie

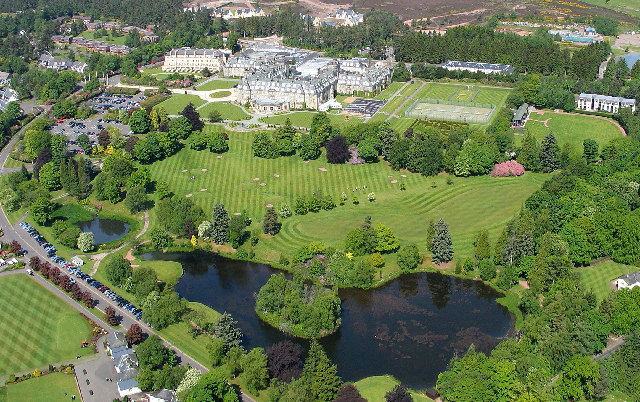
Het Gleneagles Hotel en de omringende domeinen.

Als locatie voor de bijeenkomst werd gekozen voor het Gleneagles Hotel, net buiten het plaatsje Auchterarder, in de Schotse regio Perth and Kinross. Het hotel is gelegen op een uitgestrekt en erg geïsoleerd domein, wat door de organisatoren als een voordeel werd gezien, met oog op de grote hoeveelheden verwachte demonstranten.

## Aanwezigen

### Leiders van de G8-landen
- Canada
  - Minister-president Paul Martin
- Frankrijk
  - President Jacques Chirac
- Duitsland
  - Bondskanselier Gerhard Schröder
- Italië
  - Eerste minister Silvio Berlusconi
- Japan
  - Minister-president Junichiro Koizumi
- Rusland
  - President Vladimir Poetin
- Verenigd Koninkrijk
  - Eerste minister Tony Blair
  - Tony Blair werd op 7 juli vervangen door Minister Jack Straw
- Verenigde Staten
  - President George W. Bush
- Europese Unie
  - Voorzitter van de Europese commissie José Manuel Barroso
  - Voorzitter van het Europees Parlement Josep Borrell

### Andere aanwezigen
Groep van 5:
- Brazilië
  - President Luiz Inácio Lula da Silva
- India
  - Minister-president Manmohan Singh
- Mexico
  - President Vincente Fox
- China
  - President Hu Jintao
- Zuid-Afrika
  - President Thabo Mbeki

Internationale organisaties:
- Verenigde naties: Secretaris-generaal Kofi Annan
- Wereldbank: Voorzitter Paul Wolfowitz
- Internationaal Monetair Fonds: Voorzitter Rodrigo Rato

## Agenda
Voor de conferentie van 2005 waren de prioriteiten gelegd bij de economische ontwikkeling van Afrika (via overeenkomsten over schuldkwijtschelding voor de armste landen en een significate stijging van ontwikkelingshulp) en het onderzoek naar - en de strijd tegen - de opwarming van de aarde. Tony Blair wilde voorstellen formuleren die verder gaan dan het Kyoto-protocol, door initiatieven te formuleren waarbij ook belangrijke groeilanden (Brazilië, China, India, Mexico en Zuid-Afrika), die het Kyoto-protocol niet ondertekend hebben, betrokken worden. Hierbij werd primair gedacht aan het leveren van technologie op basis van duurzame energie, in ruil voor akkoorden over de reductie van broeikasgassen. De conferentie werd echter overschaduwd door de terroristische bomaanslagen in Londen op 7 juli, waardoor de aandacht mogelijk meer verlegd is naar de strijd tegen terrorisme.

### Ontwikkelingshulp voor Afrika en schuldkwijtschelding
De traditionele bijeenkomst van ministers van financiën van de G8 landen, ter voorbereiding van de topconferentie, vond plaats in Londen op 10 en 11 juni en werd voorgezeten door Chancellor of the Exchequer Gordon Brown. Op 11 juni werd een overeenkomst bereikt om de volledige schuld van 40 miljard US Dollar van de 18 armste landen in de wereld, bij de Wereldbank en het Afrikaans ontwikkelingsfonds, kwijt te schelden. De jaarlijkse besparing daarvan voor deze landen komt neer op iets meer dan 1 miljard US Dollar. De Britse NGO "War on Want" berekende echter dat een totaal van 45,7 miljard Dollar voor 62 landen nodig zou zijn om de Millenniumdoelstellingen te bereiken. De ministers verklaarden dat 20 bijkomende landen met een schuld van 15 miljard dollar in aanmerking kwamen voor een schuldverlichting, indien zij voldeden aan bepaalde voorwaarden, waaronder het leveren van inspanningen in de strijd tegen politieke corruptie en het wegnemen van condities die privé-investeringen in de nationale economie verhinderen. Het akkoord, waaraan weken van intense onderhandelingen, onder leiding van Gordon Brown, voorafgingen, diende nog goedgekeurd te worden door de financiële instellingen om geïmplementeerd te kunnen worden.
De onderhandelingen vonden overwegend plaats tussen de lidstaten van de G8, waarvan sommigen terughoudend waren om regelingen rond schuldkwijtschelding en bijkomende ontwikkelingshulp te steunen. Afrikaanse regeringen, diverse belangenverenigingen en hun bondgenoten hebben echter het plan van Blair en Brown bekritiseerd. Zij stelden dat het plan ontoereikend was en dat het voortzetten van het ontwikkelen van een duurzaam beleid in de gebieden meer voordelen zou opleveren dan het kwijtschelden van schulden. Tegelijk werd echter ook betreurd dat het bereikte akkoord slechts betrekking had op een klein deel van de schulden in de derdewereldlanden. In de week na de G8 top in juli uitte België bedenkingen bij het plan, waardoor de mogelijkheid ontstond dat het akkoord niet goedgekeurd zou worden door het Internationaal Monetair Fonds. Deze ontwikkeling werd scherp bekritiseerd door vele activisten, waaronder Bob Geldof.
Naast de hierboven genoemde financiële akkoorden, werden nog een aantal andere overeenkomsten gesloten met oog op de verdere ontwikkeling van Afrika, waaronder regelingen rond de strijd tegen corruptie, wapenhandel, de garantie van een minimale educatie van alle kinderen in Afrika, universele minimumvoorzieningen op medisch vlak, de openstelling van de markten enz. Er werd geen overeenkomst bereikt over Browns voorstel omtrent de "International Finance Facility", deels omwille van de weigerachtige houding van de Verenigde Staten, die vonden dat de begrotingsprocedures van het plan verhinderden dat er plannen voor de lange termijn gemaakt konden worden. Enige tijd na de top kwam er kritiek van Oxfam en andere NGO's, die stelden dat de G8-landen ha beloftes van Gleneagles niet nakwamen. De landen zouden minder geld vrijmaken dan oorspronkelijk afgesproken was en een groot deel van de steun zou niet in Afrika, maar in Irak terechtgekomen zijn.

### Global warming
Het uitwerken van een gemeenschappelijke verklaring m.b.t. maatregelen om de opwarming van de aarde tegen te gaan, leverde minder successen op. Het uitblijven van resultaten was overwegend te wijten aan de aanhoudende tegenkanting tegen het vastleggen van emissienormen als oplossing voor global warming. De andere zeven G8-landen hebben allen het Kyotoprotocol geratificeerd en hebben zich toegelegd op het terugdringen van de uitstoot van koolstofdioxide tegen 2010. Er was hoop gerezen dat de houding van de V.S. zou matigen na de presentatie van een gemeenschappelijke verklaring door wetenschappelijke academies van de G8-landen, waarin werd gesproken over de dringende noodzaak van maatregelen om "global warming" aan te pakken.
Op 6 juli onderkende President George W. Bush van de Verenigde Staten "dat het oppervlak van de aarde warmer is en dat een toename van broeikasgassen [in de atmosfeer] bijdraagt tot dit probleem". Hij voegde daar echter aan toe dat het Kyotoprotocol geen oplossing vormt voor het probleem.
Door de weigerachtige houding van de V.S. werd het behoopte uitgebreide klimaatplan niet tot stand en bleven de afspraken die in Gleneagles gemaakt werden veelal beperkt tot een bevestiging van de akkoorden die in 2004 tijdens de 30e jaarlijkse conferentie van de G8 in Evian reeds gesloten waren. Deze resulteerden in een actieplan met algemene bepalingen met betrekking tot 6 actiepunten:
- Transformatie van de manier van energieconsumptie.
- IJveren voor de ontwikkeling van zuivere energiebronnen voor de toekomst.
- Ondersteunen van onderzoek en ontwikkeling.
- De financiering van de omschakeling naar zuivere energiebronnen.
- De impact van de klimaatveranderingen opvangen.
- Het tegengaan van illegale houtkap.

Milieu-activisten waren dan ook erg teleurgesteld na afloop van de top. Zij hadden gehoopt op een uitgebreider en meer omvattend plan om de ecologische uitdagingen van de klimaatverandering. Zij betreurden dan ook het uitblijven van nieuwe maatregelen.

### Andere agendapunten
Naast ontwikkelingssamenwerking en de klimaatproblematiek, stonden ook de Oorlog in Irak, het vredesproces in het Midden-Oosten, de strijd tegen piraterij en namaakproducten en het contraterrorisme op de agenda.
- De Irakoorlog: De G8-landen moedigen het democratiseringsproces in Irak aan en steunen de verkiezingen die in december 2005 georganiseerd zullen worden. De leiders spreken hun hoop uit dat Irak op termijn zal uitgroeien tot een pluralistische en democratische natie. Ze veroordelen daarom alle terroristische daden die het democratiseringsproces verhinderen. Landen uit de regio worden opgeroepen om de Iraakse regering en de bevolking van het land zo veel mogelijk te steunen. De G8-landen werken regelingen uit om de schuldenlast van Irak te verlichten en te helpen bij de heropbouw van de door oorlog gehavende natie.[8]
- Midden-Oosten: De G8-leiders herhalen het belang van het conflict tussen Israël en de Palestijnen voor de internationale gemeenschap en de noodzaak voor een duurzame oplossing. De G8 moedigen de terugtrekking van Israël uit Gaza en de Westelijke Jordaanoever aan. Tegelijk verbinden ze zich er ook toe de Palestijnse Autoriteit financieel te steunen om de infrastructuur van de Palestijnse gebieden verder uit te bouwen.[9]
- Piraterij: De toenemende plaag van inbreuken op het auteursrecht en merkenrecht door piraterij en de verkoop van namaakproducten vormt een bedreiging voor innovatie, tewerkstelling en economische groei. Bovendien vormt de handel in namaakproducten een grote inkomstenbron voor criminele organisaties. De G8 verbindt er zich daarom toe een prioriteit te maken van de strijd tegen deze activiteiten. Om op dit vlak resultaten te boeken, wordt het noodzakelijk geacht om een betere samenwerking tot stand te brengen tussen verschillende betrokken internationale organisaties, zoals de Wereldhandelsorganisatie en interpol. Daarnaast moet er geijverd worden aan duidelijke wetgevingen ter zake die bovendien consequent moeten afgedwongen worden en inbreuken ervan streng gesanctioneerd[10]
- Contraterrorisme: De verklaring over contraterrorisme wordt overheerst door de aanslagen in Londen. De G8-landen onderkennen de dreiging van het internationale terrorisme. Ze verbinden zich ertoe om mensen in de eigen landen, maar ook daarbuiten te beschermen tegen terroristische aanvallen. Daarnaast engageren ze zich ook in de strijd tegen de terroristen van de huidige generatie, maar ook voor de preventie van het opleiden van een nieuwe generatie terroristen voor de toekomst. Hiervoor wordt een nog hechtere samenwerking tussen verschillende landen noodzakelijk geacht. Tegelijk wordt er ook geijverd voor de vrijwaring van individuele vrijheden van burgers, die zo weinig mogelijk in gedrang mogen gebracht worden door de strijd tegen het terrorisme.[11]

## Concrete resultaten van de conferentie
Hoewel veel activisten teleurgesteld waren omwille van het gebrek aan substantiële resultaten na afloop van de topontmoeten, wezen anderen er op dat de conferentie van 2005 waarschijnlijk de meest productieve bijeenkomst was geweest in het dertigjarig bestaan van de G8.
Enkele van de belangrijkste akkoorden:
- 50 miljard US Dollar voor ontwikkelingshulp in de Derde Wereld tegen 2010, waarvan 25 miljard voorbehouden was voor hulp aan Afrika. Dit in aanvulling van de schuldkwijtschelding en schuldverlichting die eerder werd goedgekeurd (zie eerder).[12]
- Universele beschikbaarheid van anti-hiv medicatie in Afrika tegen 2010[12].
- Een verbintenis om een vredesmacht voor Afrika van 20.000 soldaten te trainen, in ruil voor beloften van Afrikaanse landen voor het nastreven van goed bestuur en democratie[12]..
- De G8-lidstaten uit de Europese Unie verbinden zich ertoe om 0,56% van het bbp voor te behouden voor buitenlandse hulp tegen 2010 en 0,7% in 2015.
- Een verbintenis om subsidies en invoertaksen die internationale handel hinderen, te reduceren.[13]
- 3 miljard US Dollar steun aan de Palestijnse Autoriteit om infrastructuurwerken uit te voeren.[14]

Er werd geen akkoord bereikt over de problematiek rond "global warming". Dit vooral onder invloed van de Verenigde Staten. Wel steunde de V.S. voor het eerst een gemeenschappelijke verklaring waarbij de rol van de mens in het proces van de opwarming van de aarde werd erkend.
Voor het eerst in de geschiedenis van de G8 had de Britse regering ook een belangrijke rol toegekend aan niet-gouvernementele organisaties tijdens de onderhandelingen. Dit onder meer door de grote druk van initiatieven als "make poverty history" en "Live 8". Ook werd de trend verdergezet om ontwikkelingslanden en groeilanden intensiever te betrekken bij de gesprekken. De leiders van zeven Afrikaanse landen (Algerije, Ethiopië, Ghana, Nigeria, Senegal, Zuid-Afrika en Tanzania), alsook de leiders van de vijf grootste groeilanden (China, India, Brazilië, Mexico en Zuid-Afrika) waren aanwezig op de conferentie.

## Activisme en protestacties

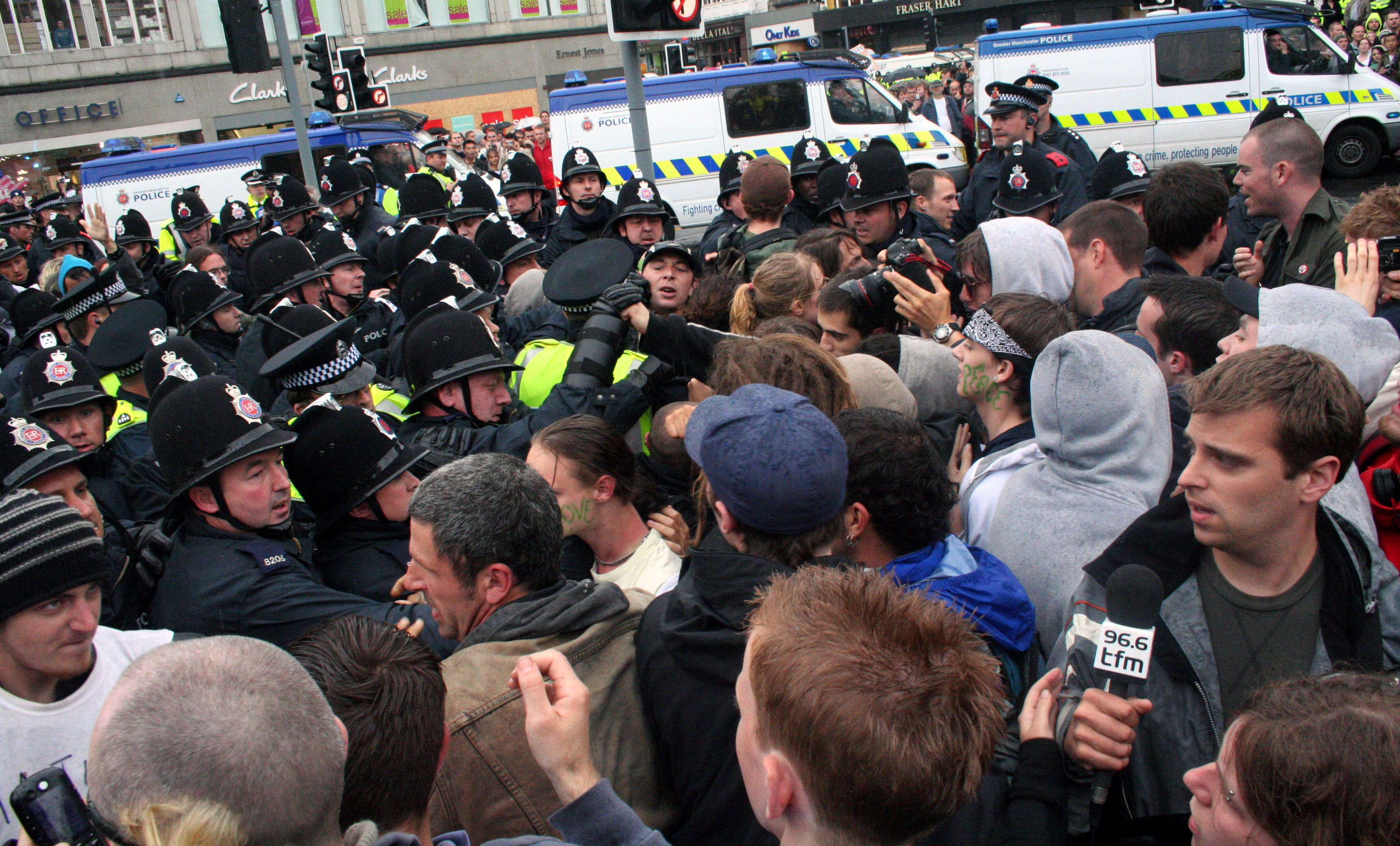
Demonstranten die tegengehouden worden door agenten van de Greater Manchester Police.

Net als voorgaande G8-conferenties trok de bijeenkomst in Gleneagles ook veel vertegenwoordigers van diverse protestgroepen, andersglobalistische groeperingen en andere belangengroepen aan. De grootste manifestatie was de optocht van "Make poverty history", die ruim 200.000 mensen op de been bracht, waarmee het de grootste optocht in de geschiedenis van Schotland werd.

### Make Poverty History

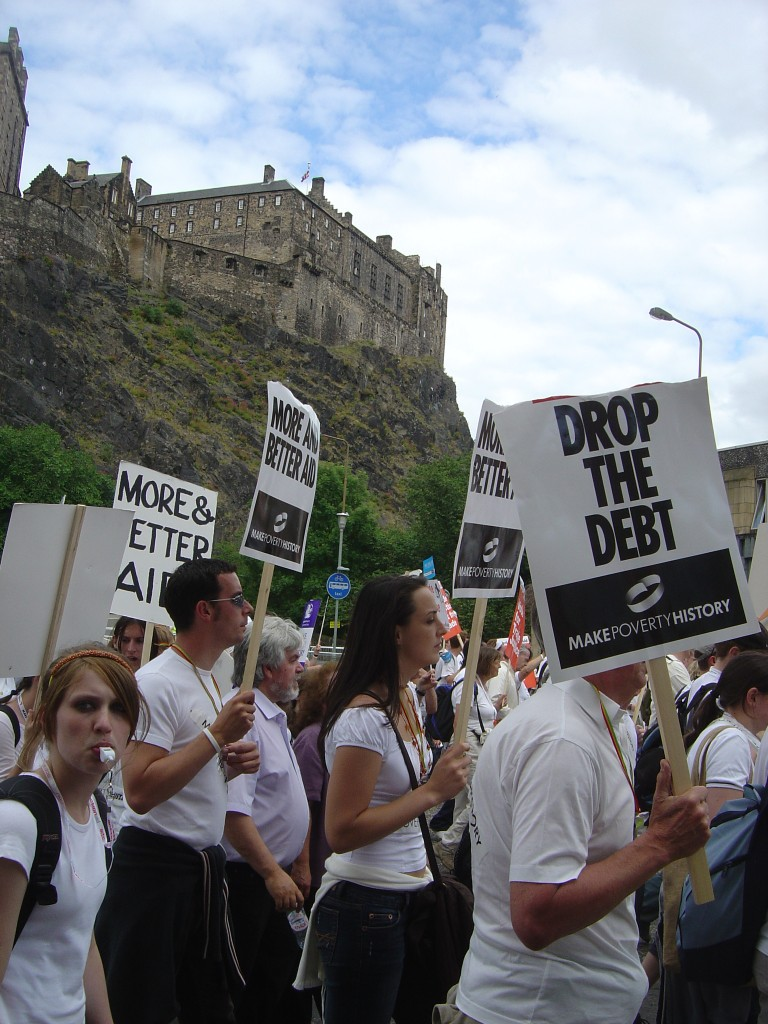
De betoging van Make Poverty History in Edinburgh op 2 juli 2005.

Met de slogan Make Poverty History (MPH) organiseerden Bob Geldof, Bono en anderen verschillende activiteiten om aandacht te vragen voor de armoede in de wereld. Tevens probeerde zij de wereldleiders van de G8-landen tot actie te bewegen. Belangrijk hierbij was de focus op verlichting van de schulden van ontwikkelingslanden. Op zaterdag 2 juli 2005 vonden wereldwijd verschillende concerten plaats onder de naam Live8. In Edinburgh vond tegelijkertijd ook een Make Poverty History-demonstratietocht plaats. Op woensdag 6 juli 2005 vond er een demonstratie plaats nabij Gleneagles, waar die dag de top zou beginnen.
De organisatie MPH werd al voor de demonstraties bekritiseerd wegens haar gezagsgetrouwe karakter. De beweging keerde zich niet tegen het instituut G8 als zodanig, hetgeen de woede van NGO's in arme, uitgesloten landen wekte. Meer in het algemeen zouden Gordon Brown en Tony Blair repressieve tolerantie hebben toegepast door het MPH-protest goed te keuren en daarmee tot enig legitieme protest te verklaren, om dieper verzet tegen de G8 en de kapitalistische wereldorde in de kiem te smoren.
Daarnaast ontstonden er spanningen binnen de beweging tussen Oxfam en andere lidorganisaties wegens de al te nauwe (financiële en personele) banden tussen Oxfam en de regerende Labour Party.

### Live 8
Als aanvulling bij de inspanningen van de "Make poverty history"-beweging, organiseerde zanger en activist Bob Geldof grootschalige concerten in elk van de acht G8-lidstaten op 2 juli en een bijkomend concert in het Schotse Edinburgh op 6 juli. In tegenstelling tot de voorganger van het initiatief, het in 1985 georganiseerde Live Aid, was het primaire doel van de concerten niet om geld in te zamelen. Live 8 beoogde in eerste instantie de sensibilisering van de burgers van de G8-landen, om zodoende de leiders van deze landen ertoe te bewegen meer inspanningen te leveren om armoede in de wereld te bestrijden. Veel internationaal bekende artiesten traden op tijdens een van de concerten. Daarnaast werd het initiatief gesteund door een grote groep andere beroemdheden.

### Dissent! en G8Alternatives

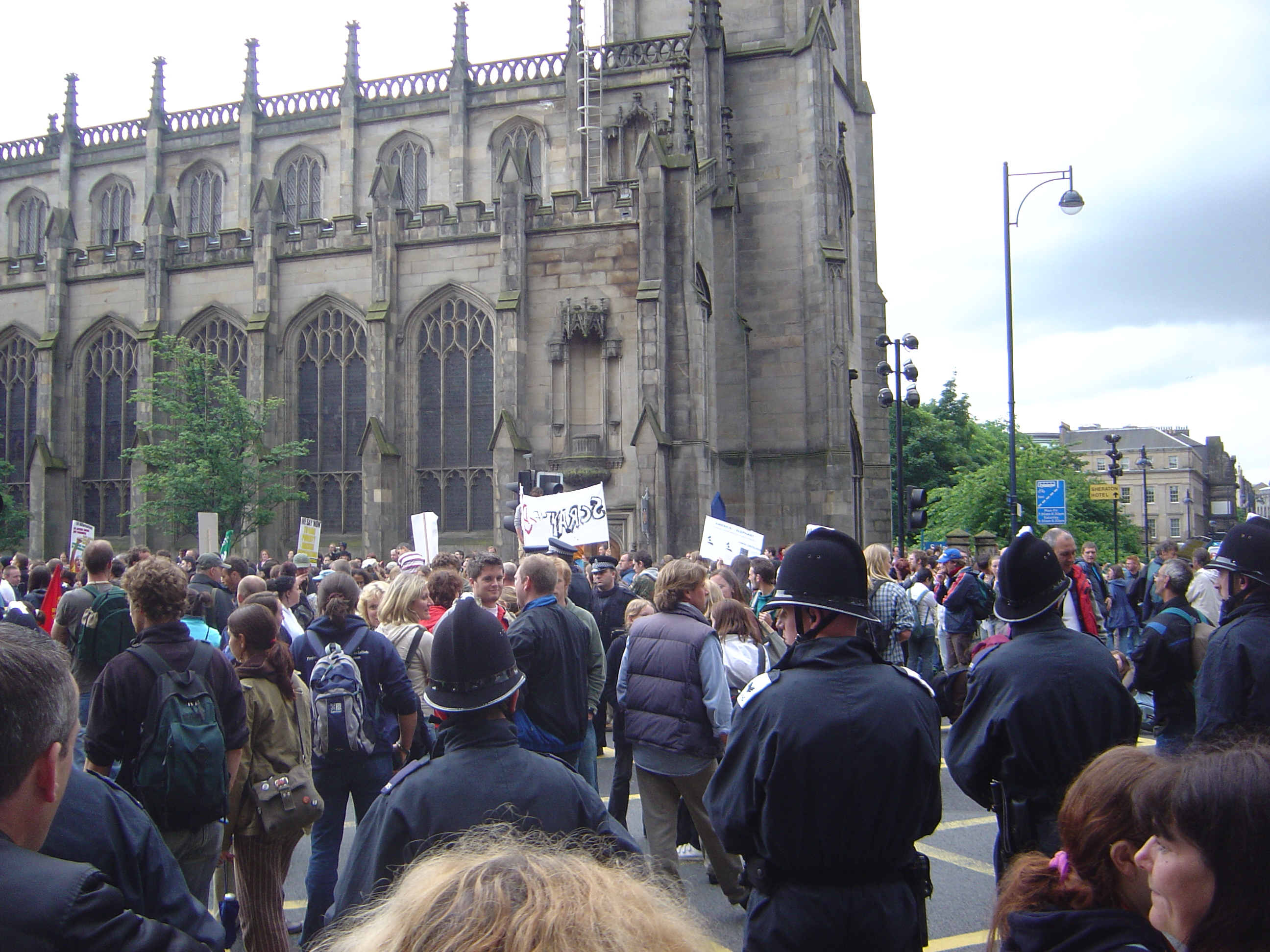
Demonstranten in Edinburgh tijdens de G8-conferentie in Gleneagles.

Naast Make Poverty History en Live 8 verenigde vele duizenden demonstranten zich ook in enkele gelegenheidsorganisaties, zoals Dissent! en G8Alternatives. Deze groeperingen kantten zich om meer fundamentele redenen tegen de Groep van acht. Zij vielen het instituut G8 als dusdanig aan en stelden alternatieve economische en politieke modellen voor, ter vervanging van het kapitalistische systeem dat de G8 vertegenwoordigt en dat door de groepen als illegitiem en ondemocratisch wordt afgedaan.
Het anarchistisch gelegenheidsnetwerk Dissent! organiseerde verschillende betogingen en acties, waaronder:
- Make Capitalism History (Edinburgh, 2 juni): een apart, radicaler blok binnen de Make Poverty History-demonstratie.
- Make Borders History (Glasgow, 3 juli): een alternatieve 'sight seeing tour' door Glasgow waarbij de instituties waar migranten mee te maken krijgen werden bezocht.
- Carnival of Full Enjoyment (Edinburgh, 4 juli): een straatcarnaval in Edinburgh dat uiteindelijk in Princes Street uitliep op hevige rellen tussen demonstranten en politie.
- Faslane Marine Base (Faslane, 4 juli): blokkade van de marinebasis Faslane waar enkele kernonderzeeërs liggen.
- G8 blokkades (verschillende plekken, 6 juli): blokkades van wegen naar Gleneagles en van hotels waar delegatieleden verbleven.
- Boogie on the bridge (Glasgow, 8 juli): straatcarnaval in Glasgow om aandacht te vragen voor klimaatverandering.

De organisatie G8Alternatives organiseerde in de week van de G8 een alternatieve top in de universiteit van Edinburgh.

## Veiligheidsmaatregelen en politieoptreden

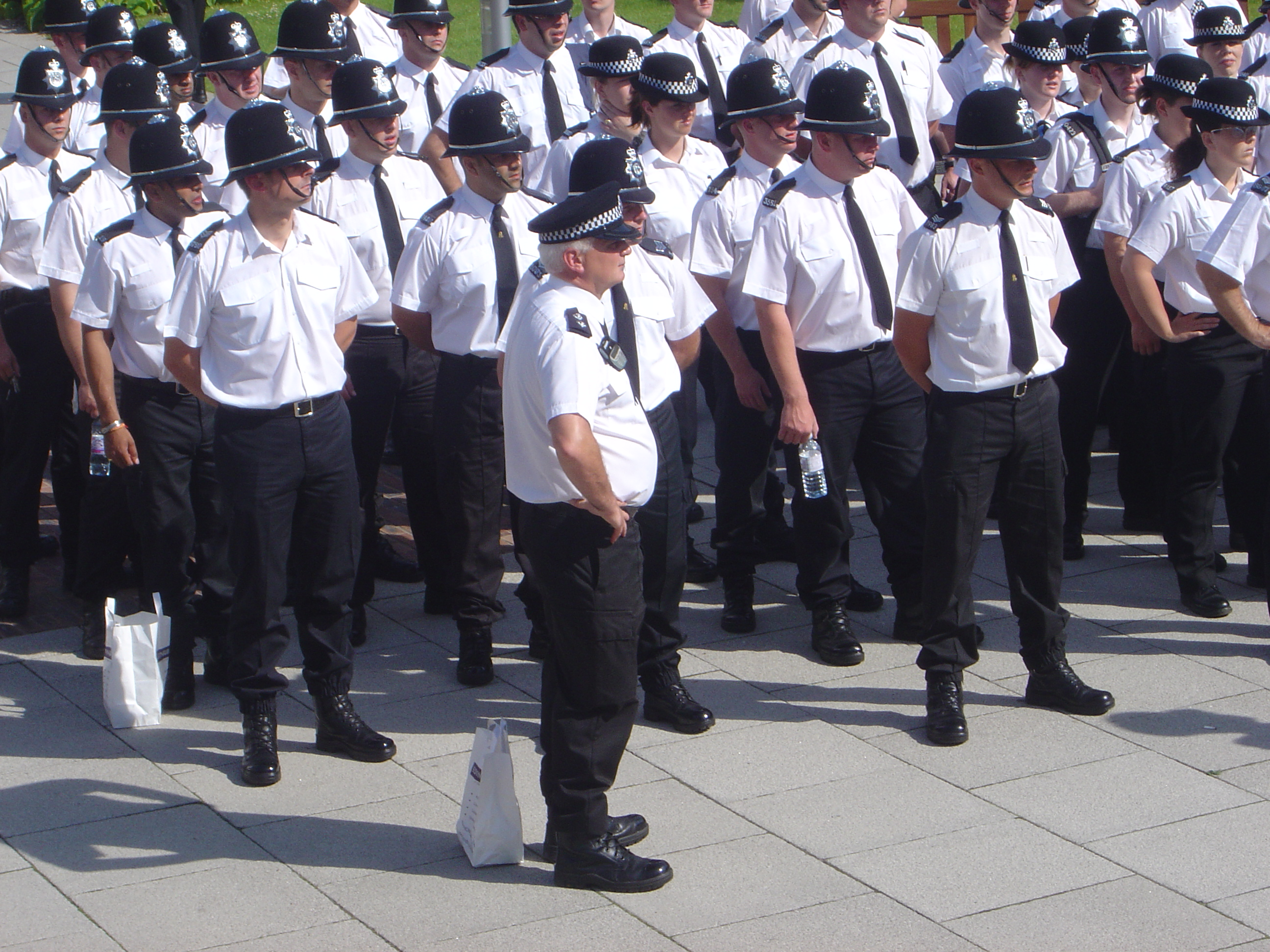
Een groep politieagenten maakt zich klaar voor een protestactie in Edinburgh.

Op 19 juni 2005 lekten details uit van het veiligheidsplan voor de topconferentie in de Britse krant The independent on Sunday. Daaruit bleek dat er bezorgdheid was gerezen bij de inlichtingendiensten voor mogelijke bedreigingen voor de staatsleiders.
In reactie op deze mogelijke dreiging werden meer dan 10.000 politieagenten opgeroepen, waarvan het merendeel gewapend, om de veiligheid tijdens de conferentie te garanderen. Daarnaast zouden mogelijk ook het United States Marine Corps, een team van de Britse Special Air Service en een aantal snipers worden ingezet. Ook werd een nooitgeziene operatie opgezet om in de aanloop van de conferentie zo veel mogelijk relevante informatie te verzamelen over mogelijke aanslagen. De kosten voor het vergaren van deze informatie door Britse en Amerikaanse inlichtingendiensten wordt geschat op ongeveer £ 100 miljoen.
Politieagenten uit het hele landen werden opgeroepen om de lokale troepen te versterken om de orde te kunnen handhaven in Edinburgh en andere Schotse steden. Zelfs de kleine protestmanifestaties werden omgeven door grote cordons van grote aantallen veiligheidstroepen.
Het juridisch bijstandsteam van de protestbewegingen schat dat minstens 700 demonstranten werden aangehouden en tegen 350 mensen een aanklacht werd ingediend. Vele van deze aanhoudingen waren het resultaat van het gericht optreden van het Londense "Forward Intelligence Team". De meeste arrestanten werden onder strikte borgvoorwaarden vrijgelaten en moesten onmiddellijk de districten van Edinburgh, Glasgow, Perth of Stirling verlaten. Sommigen moesten zelf met onmiddellijke ingang het Schotse grondgebied verlaten.

## De bomaanslagen in Londen

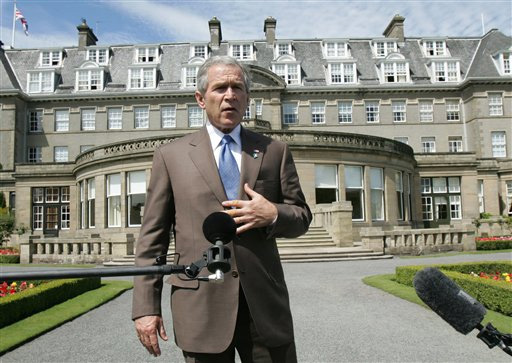
President Bush legt een verklaring af naar aanleiding van de bomaanslagen in Londen.

Tijdens de conferentie in Gleneagles vonden in Londen een reeks terroristische bomaanslagen plaats. Tony Blair, voorzitter van de conferentie, besloot daarop om de conferentie tijdelijk te verlaten en terug te keren naar Londen. Voor zijn vertrek hield hij een korte persconferentie, waarin hij meedeelde dat de incidenten in de hoofdstad duidelijk het werk waren geweest van terroristen en dat de aanslagen duidelijk gericht waren op de G8-top. Hij bevestigde tijdens deze persconferentie dat de conferentie zou verdergezet worden, ondanks zijn afwezigheid en dat hij tijdens zijn aanwezigheid in Londen vervangen zou worden door Minister van buitenlandse zaken Jack Straw. In de loop van de avond van de 7e juli keerde Blair terug, vergezeld van een militaire escorte.
In de loop van de dag legden de staatsleiders van de andere G8-landen verklaringen af, waarin de aanslagen werden veroordeeld. Er kwam ook een gemeenschappelijke verklaring van de G8-leiders, waarin hulde gebracht werd aan de slachtoffers van de aanslagen en het geweld dat door de terroristen gebruikt wordt, streng verworpen wordt.